# 朗迪维
朗迪维（法語：Landivy，法語發音：[lɑ̃divi]）是法国马耶讷省的一个市镇，位于该省西北部，属于马耶讷区。

## 地理
朗迪维（48°28'45"N, 1°2'0"W）面积28.54 平方千米，位于法国卢瓦尔河地区大区马耶讷省，该省份为法国西北部内陆省份，北起芒什省和奧恩省，西接伊勒-维莱讷省，南至曼恩-卢瓦尔省，东临萨尔特省。
与朗迪维接壤的市镇（或旧市镇、城区）包括：旧萨维尼、拉巴祖日迪代塞尔、卢维涅迪代塞尔、比艾莱蒙、莱洛日马尔希、拉多雷、富日罗勒迪普莱西、蓬曼、菲泰河畔圣马尔。
朗迪维的时区为UTC+01:00、UTC+02:00（夏令时）。

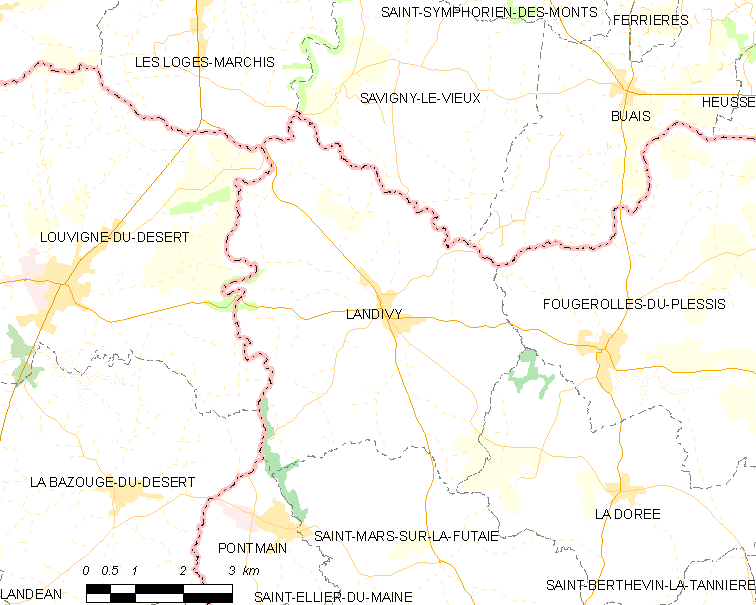
朗迪维的OSM定位图

## 行政
朗迪维的邮政编码为53190，INSEE市镇编码为53125。

## 政治
朗迪维所属的省级选区为戈龙县。

## 人口

1962-2008年间朗迪维人口变化图示

朗迪维于2022年1月1日时的人口数量为1100人。